# Periphoeba palmodes
Periphoeba palmodes är en fjärilsart som beskrevs av Edward Meyrick 1920. Periphoeba palmodes ingår i släktet Periphoeba och familjen vecklare. Inga underarter finns listade i Catalogue of Life.